# 마루가메시
마루가메시(일본어: 丸亀市)는 일본 가가와현 중서부에 있는 시이다. 시가지 중심에 자리잡은 마루가메성이 유명하며, 마루가메 부채 제조가 전통 산업으로 생산량은 일본 전체의 90%를 차지한다. 2005년 3월 22일에 아야우타정, 한잔정과 통합하였으며, 시명은 마루가메시로 존치되었다.

## 지리

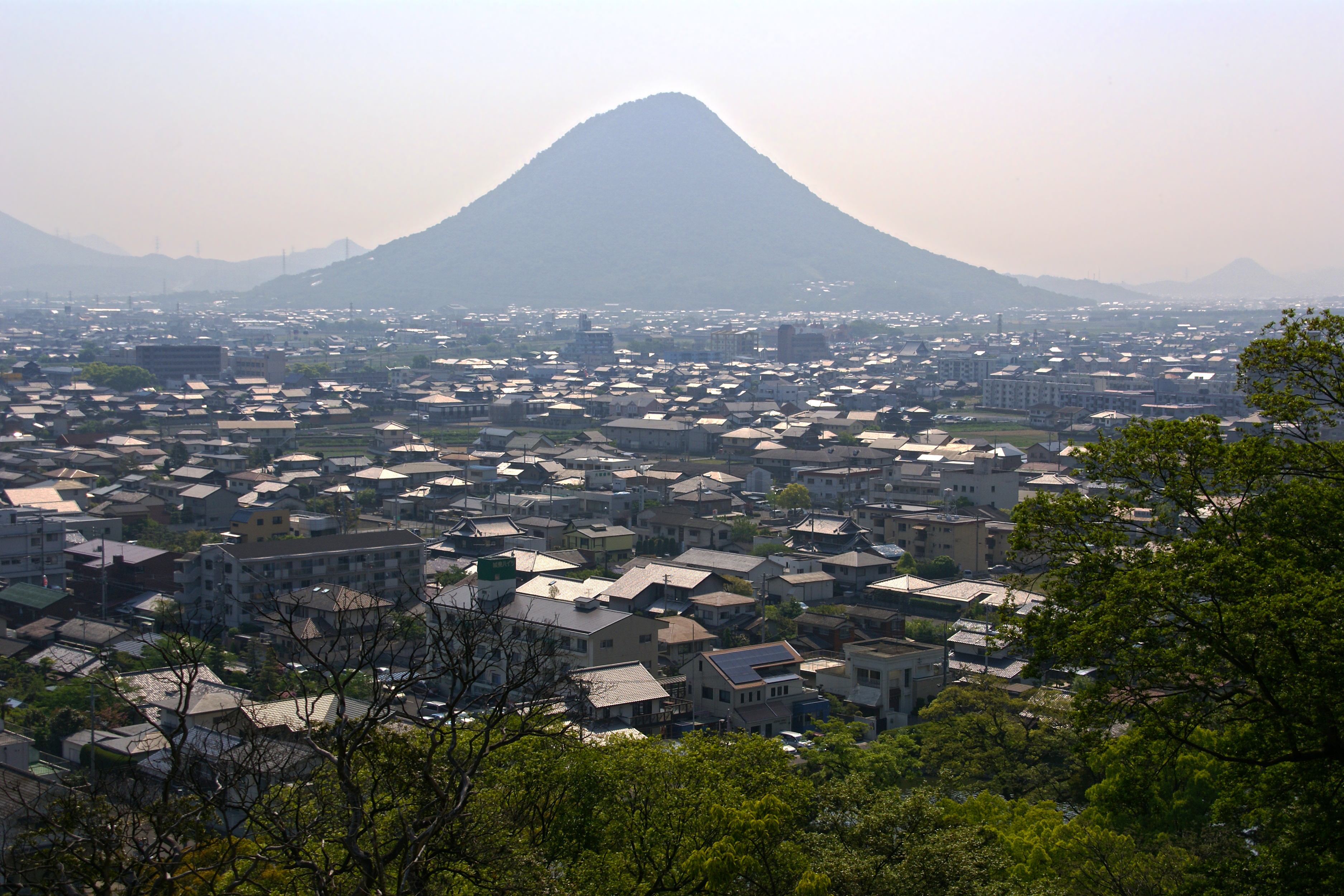
사누키 후지

세토 내해와 접하고 마루가메 평야 북동부와 시와쿠쇼섬 일부를 관할한다. 평야부에는 다른 가가와현의 시정처럼 수많은 저수지가 있고 중부에는 남북으로 1급 하천인 도키강이 흐르며 동쪽에는 아름다운 산의 모습 때문에 사누키 7후지 중 하나로 꼽히는 사누키 후지(이노산), 남쪽에는 함께 사누키 7후지 중 하나인 하유카 후지(쓰쓰미산)이 우뚝 솟아 있다.

## 역사

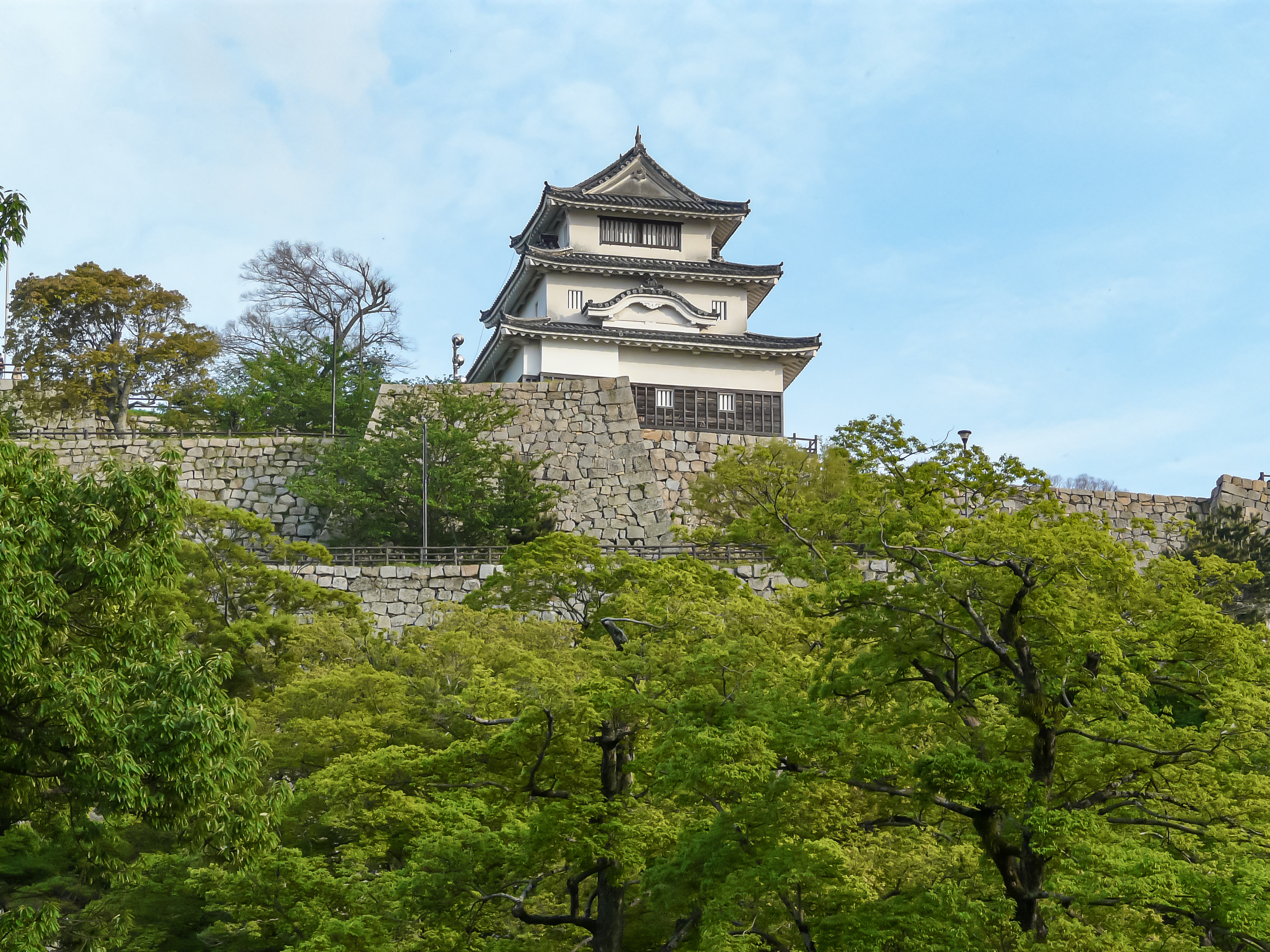
마루가메성

중심 시가지는 마루가메번의 성시(조카마치)이자 고토히라궁으로의 참배 입구로 번창하기 시작했고 금비라의 선물로 부채 제조가 활발했다. 구 마루가메시는 마루가메성 성시(조카마치)와 주변 마을을 영역으로 시가 되었고 주변의 정촌과의 합병을 반복해 시역을 확대하였으며 2005년에 아야우타군 아야우타정, 한잔정과 통합하였다.
현재의 시역인 시와쿠쇼섬에는 예로부터 뛰어난 뱃사람이 살아 에도 막부 말기의 간린마루에 의한 태평양 횡단 때는 승선한 뱃사람의 70%를 차지했다.

## 경제
주요 생산품은 화학 제품, 섬유, 부채, 소금, 쌀, 보리이다. 1980년대 초에 대형 해안 염전을 매립해 도시 개발을 촉진하였다. 도시는 에도 시대부터 메이지 시대 초까지 교토와 오사카에서 고토히라의 금비라 참배객을 위한 항구로 번창하였다. 그러나 1889년에 마쓰야마-다카마쓰 간 철도 개통과 최근 고토히라와 주요 도시를 잇는 버스와 항공 서비스 개발로 쇠퇴하고 있다.

## 교통

### 철도
- 시코쿠 여객철도 요산선
- 다카마쓰코토히라 전기 철도 고토히라선

### 도로
- 다카마쓰 자동차도(일본어판)
- 국도 제11호선
- 국도 제32호선
- 국도 제319호선 (일본)(일본어판)
- 국도 제377호선 (일본)(일본어판)
- 국도 제438호선 (일본)(일본어판)

## 인구
| 연도 | 인구    | ±%     |
| ---- | ------- | ------ |
| 1950 | 87,271  | —      |
| 1960 | 81,523  | −6.6%  |
| 1970 | 78,263  | −4.0%  |
| 1980 | 94,849  | +21.2% |
| 1990 | 101,253 | +6.8%  |
| 2000 | 108,356 | +7.0%  |
| 2010 | 110,446 | +1.9%  |

## 자매 도시
- 스페인 기푸스코아주 산세바스티안